# Ralph Hepburn
Ralph Rudolphus Hepburn (11 avril 1896 – 16 mai 1948) était un pionnier américain des courses de motos et un pilote de course des 500 miles d'Indianapolis.

## Jeunesse et début en course moto
Né à Somerville, Massachusetts, la famille de Hepburn déménagea à Los Angeles, Californie, à l'âge de dix ans. Il commença à faire de la moto à l'adolescence et en 1914 ses compétences l'amenèrent à se joindre à un groupe de motards qui tournait sur la côte ouest et certaines parties du Midwest. Il a ensuite commencé à courir sur des pistes de board track, puis sur terre. Sa carrière de pilote connut une interruption en 1917 et 1918 en raison de la Première Guerre mondiale.
En juin 1919, Hepburn accède à la notoriété nationale lorsqu'il remporte les 200 milles (322 km) du National Championship d'Ascot Park à Los Angeles pour l'usine Harley-Davidson. Il commence à gagner régulièrement par la suite et en 1921 remporte le "Dodge City 300 National Championship" tout en brisant tous les records sur 300 milles (483 km) existants. En 1922, il domine les courses professionnelles sur piste pour Indian. Cette année-là, il remporte sa deuxième victoire à la course de motos des 300 milles (483 km) du National Championship, cette fois au Meridian Speedway de Wichita, Kansas.

## Début en courses automobile
À la fin de la saison des courses américaines de 1924, et après avoir participé à des événements spéciaux en Australie, Hepburn commença sa carrière de pilote de course automobile.
En 1925, il a concouru dans une voiture construite par Harry Miller lors de sa première des quinze apparitions au 500 miles d'Indianapolis. Plus tard cette année-là, lors de l’entraînement aux 100 milles (161 kilomètres) de l'AMA à l'Altoona Speedway, il s'écrasa avec sa moto de course Harley-Davidson s'endommageant la main. Hepburn a ensuite prêté la moto au pilote Indian Joe Petrali, qui remporta la course et partagea le prix avec lui. Cela lança le début de la collaboration entre Petrali et Harley-Davidson.
En 1929, il se qualifia troisième à Indianapolis, mais des problèmes de vitesse l'obligèrent à abandonner après seulement quatorze tours. Il termina troisième en 1931, et bien qu'il ait mené la célèbre course trois fois en trois décennies différentes finissant quatre fois dans le top cinq, son meilleur résultat fut en 1937 avec une deuxième place à 2,16 secondes derrière Wilbur Shaw.
Pendant un certain temps, Hepburn fut président de l'American Society of Professional Automobile Racers. En 1946, à l'âge de cinquante ans, Hepburn qualifia la Novi Governor Special à 216,375 km/h. Il mena pendant quarante-quatre tours avant que la voiture ne cale au 121e tour.

## Tucker Corporation
En 1947 Hepburn rejoignit Preston Tucker et la Tucker Corporation. Le 19 juin 1947 il conduisit le prototype Tucker '48 sur scène lorsqu'il fut dévoilé au public. Il fut directeur régional de la côte ouest pour la Tucker Corporation.

## Décès

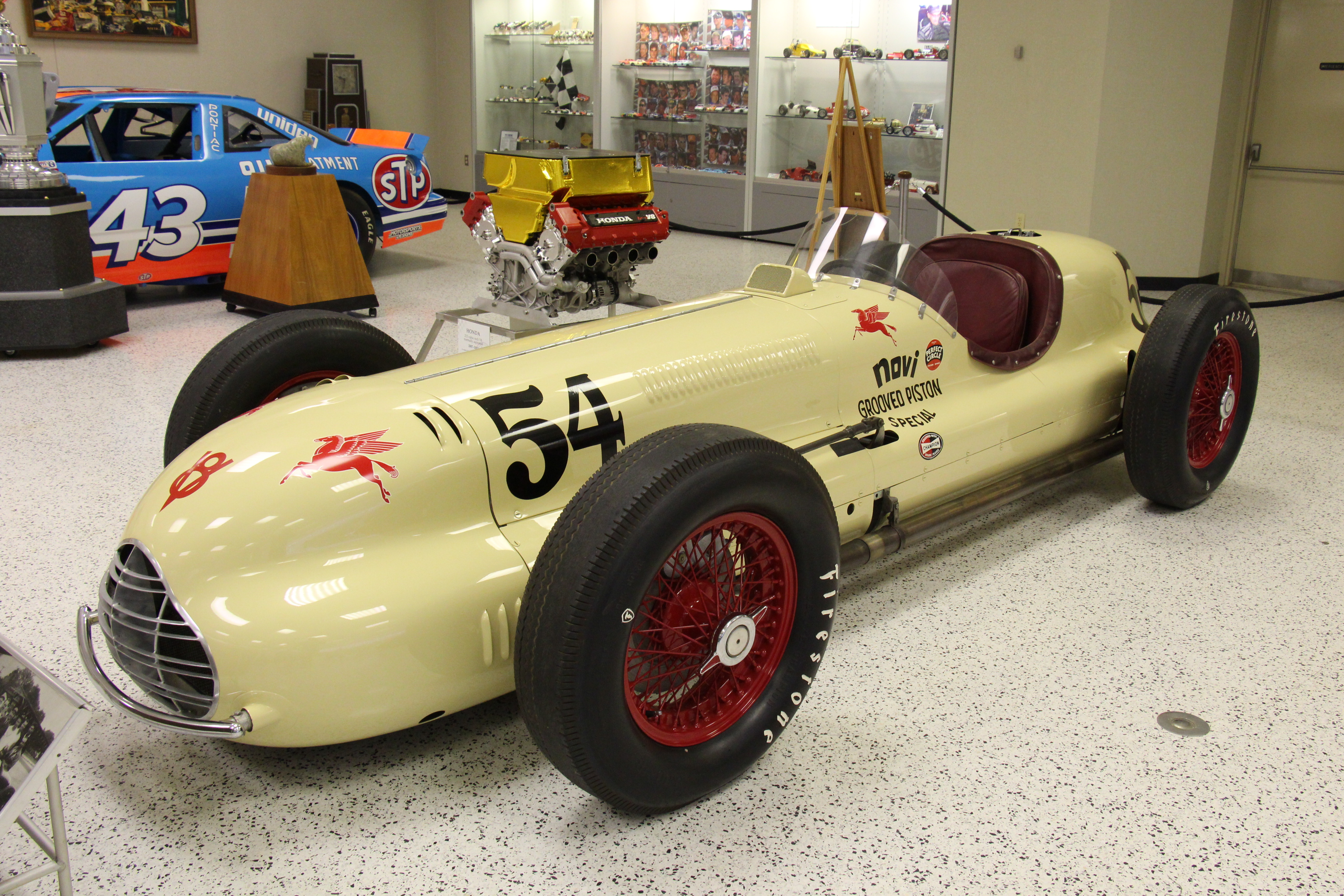
Novi Grooved Piston Special 1948

Hepburn trouva la mort en entraînement lors des 500 miles d'Indianapolis de 1948 alors qu'il conduisait une Novi Grooved Piston Special pour Tucker Corporation, la voiture ayant frappé le mur lors des qualifications. Il laissa derrière lui son épouse Ida Mae Hepburn et sa fille Joanne Hepburn. Il est enterré au cimetière Forest Lawn Memorial Park à Glendale, Californie.
En 1970, Hepburn fut intronisé au Indianapolis Motor Speedway Museum, et en 1998 à celui du Motorcycle Hall of Fame de l'AMA .

## Résultats au 500 miles d'Indianapolis
| Année  | Voitures | Départ | Vitesse de qualification (km/h) | Meilleure position | Classement | Nbre de tours | Tours devant | Abandon                    |
| ------ | -------- | ------ | ------------------------------- | ------------------ | ---------- | ------------- | ------------ | -------------------------- |
| 1925   | 17       | 6      | 174,596                         | 7                  | 16         | 144           | 15           | Réservoir d'essence        |
| 1926   | 19       | 15     | 164,985                         | 14                 | 8          | 151           | 0            | Drapeau                    |
| 1927   | 19       | 5      | 183,802                         | 5                  | 24         | 39            | 0            | Fuite d'essence            |
| 1928   | 16       | 6      | 187,254                         | 6                  | 24         | 48            | 0            | Engrenages de distribution |
| 1929   | 18       | 3      | 187,558                         | 3                  | 31         | 14            | 0            | Transmission               |
| 1931   | 19       | 10     | 173,701                         | 18                 | 3          | 200           | 0            | Crevaison                  |
| 1933   | 23       | 41     | 177,029                         | 32                 | 38         | 33            | 0            | Palier d'arbre à cames     |
| 1934   | 31       | 11     | 183,982                         | 10                 | 14         | 164           | 0            | Palier d'arbre à cames     |
| 1935   | 21       | 7      | 185,326                         | 13                 | 5          | 200           | 0            | Crevaison                  |
| 1936   | 9        | 24     | 181,330                         | 28                 | 12         | 196           | 0            | Drapeau                    |
| 1937   | 8        | 6      | 191,205                         | 15                 | 2          | 200           | 9            | Crevaison                  |
| 1939   | 25       | 13     | 196,668                         | 22                 | 22         | 107           | 0            | Crash                      |
| 1940   | 54       | 21     | 199,333                         | 9                  | 29         | 47            | 0            | Direction                  |
| 1941   | 54       | 10     | 194,172                         | 28                 | 4          | 200           | 0            | Crevaison                  |
| 1946   | 2        | 19     | 215,562                         | 1                  | 14         | 121           | 44           | Calage                     |
| Totaux | Totaux   | Totaux | Totaux                          | Totaux             | Totaux     | 1864          | 68           |                            |

| Départs           | 15 |
| Pôles             | 0  |
| Première position | 1  |
| Victoires         | 0  |
| Top 5             | 4  |
| Top 10            | 5  |
| Abandon           | 9  |